# Nagymartoni járás
A Nagymartoni járás (németül Bezirk Mattersburg) Ausztria keleti részén, Burgenland tartományban található.

## Fekvése
Északról a Kismartoni járás (Burgenland), keletről Győr-Moson-Sopron vármegye (Magyarország), délről a Felsőpulyai járás (Burgenland), délnyugatról és északnyugatról a Bécsújhely-vidéke járás (Bezirk Wiener Neustadt-Land, Alsó-Ausztria), nyugatról Bécsújhely (Wiener Neustadt) városa határolja.

## Földrajza
A hegyes-völgyes vidék a Rozália-hegység keleti oldalán fekszik.

## Története
A trianoni békeszerződésig a Magyar Királysághoz, Sopron vármegyéhez tartozott, majd Ausztriához került.

## Települések
| Város (Stadt) - Nagymarton (Mattersburg) - Borbolya (Walbersdorf) Mezőváros (Marktgemeinde) - Fraknónádasd (Rohrbach bei Mattersburg) - Lajtaszentmiklós (Neudörfl) - Pecsenyéd (Pöttsching) - Rétfalu (Wiesen) - Somfalva (Schattendorf) | Község (Gemeinde) - Darufalva (Draßburg) - Félszerfalva (Hirm) - Fraknóváralja (Forchtenstein) - Fraknó (Forchtenau) - Újtelek (Neustift an der Rosalia) - Lépesfalva (Loipersbach im Burgenland) - Márcfalva (Marz) - Petőfalva (Pöttelsdorf) - Savanyúkút (Bad Sauerbrunn) - Selegszántó (Antau) - Siklósd (Sigleß) - Sopronkertes (Baumgarten im Burgenland) - Szikra (Sieggraben) - Tormafalu (Krensdorf) - Zemenye-Selegd (Zemendorf-Stöttera) - Kisboldogasszony (Kleinfrauenhaid) - Selegd (Stöttera) - Zemenye (Zemendorf) |